# Pilea lindeniana
Pilea lindeniana är en nässelväxtart som beskrevs av Hugh Algernon Weddell. Pilea lindeniana ingår i släktet pileor, och familjen nässelväxter. Inga underarter finns listade i Catalogue of Life.